# Smash (cocktail)
Pour les articles homonymes, voir Smash (homonymie).

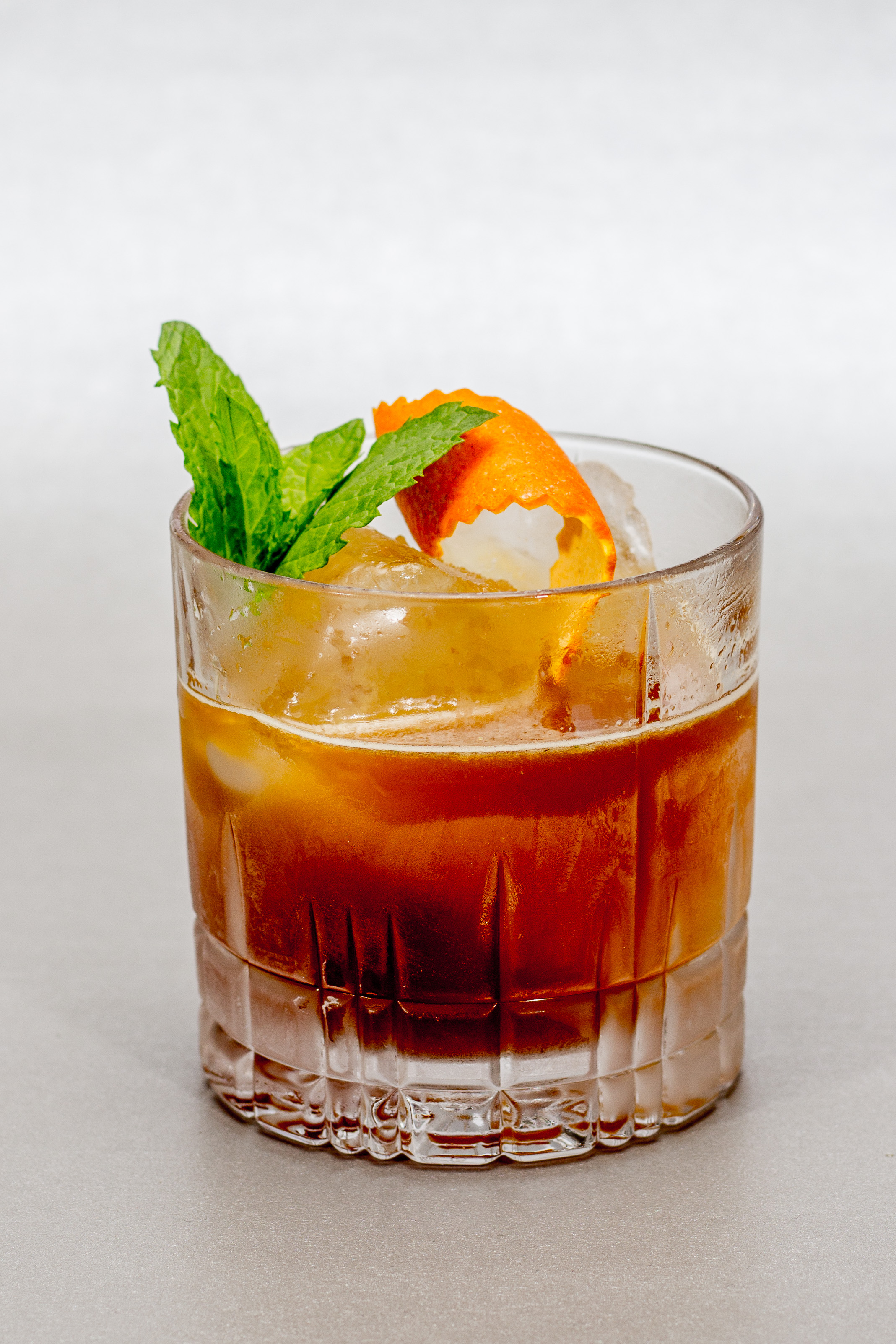
Torino smash.

Un smash est un cocktail composé d'herbes fraîches et de fruits écrasés. Les smashs sont un groupe historique de boissons. Aujourd'hui, de nombreuses variations et concoctions sont possibles.
À l'origine, en plus de l'alcool, du sucre et de la glace, seule la menthe était utilisée et écrasée dans le verre, ce qui donnait aux smashs du 19e siècle une grande ressemblance avec le mint julep. Dans les smashs modernes, qui sont redevenus populaires depuis la fin du 20e siècle, d'autres herbes comme le basilic, le thym ou le romarin sont de plus en plus utilisées, ainsi que des morceaux d'agrumes qui sont également écrasés ou leur jus ajouté, de sorte que les smashs modernes peuvent également être considérés comme des sours avec des herbes aromatiques.

## Histoire
Les smashs sont devenus populaires vers le milieu du 19e siècle, et étaient particulièrement populaires aux États-Unis. Ils étaient également appelés smashes ou smasher-ups, et étaient considérés comme un mint julep ou un julep simplifié. Dans le légendaire livre de bar de Jerry Thomas, intitulé How to Mix Drinks or the Bon-Vivant's Companion (1862), il n'apparaît qu'en trois variantes : le brandy smash, le gin smash, et le whisky smash. Ils étaient tous composés de l'alcool éponyme (c'est-à-dire du brandy, du gin ou du whisky américain), d'un peu d'eau, de sucre et de quelques brins de menthe fraîche. Ils étaient donc toujours préparés sans fruits et surtout sans jus d'agrumes. La menthe était écrasée dans le verre avec du sucre et un peu d'eau, l'alcool était ajouté, le verre était rempli de glace pilée et garni de brins de menthe. Cependant, notamment en raison de la difficulté à les distinguer des mint juleps, les smashs sont rapidement retombés dans l'oubli et n'ont pas représenté pendant longtemps un groupe de boissons pertinent.
Cela a changé dans les années 1990, lorsque les recettes historiques du 19e siècle ont été de nouveau mélangées de plus en plus. Le début du 21e siècle a également vu une augmentation de l'utilisation d'herbes et d'autres ingrédients de la cuisine dans les cocktails, et cette tendance est devenue connue sous le nom de style cuisine. En particulier, le barman new-yorkais Dale DeGroff a popularisé le smash au début du 21e siècle en ajoutant des quartiers de citron et en les mélangeant à de la menthe. D'autres barmen ont développé des variantes de smashs avec des jus d'agrumes et des herbes, comme le raspberry thyme smash, un smash de gin avec des framboises et du thym. En 2008, le gin basil smash, originaire d'Allemagne, s'est répandu dans le monde entier, bien que les morceaux de citron ne soient plus écrasés avec le gin comme à l'origine, et que seul le jus pressé soit utilisé.
Les smashs modernes qui sont apparus depuis la fin du 20e siècle pourraient également être considérés comme des sours avec des herbes d'assaisonnement, les huiles des écorces de citron écrasées avec régularité ajoutant au goût. Des variantes avec d'autres agrumes ou d'autres fruits comme les pêches ou les nectarines ont rapidement suivi. Ainsi, selon la définition moderne, le fruit est devenu l'élément distinctif qui différencie le smash du julep.